# Itreksjód
Itreksjód, Ítreksjóð či Itreksiod je v germánské mytologii jeden ze synů Ódina a bůh. Je zmíněn v 75. kapitole Prozaické Eddy v knize Skáldskaparmál, kde se o něm mluví jako o jednom z Ásů a synů Ódina.